# Admiral Spiridonov (rušilec)
Admiral Spiridonov (rusko Адмирал Спиридонов) je bil raketni rušilec razreda Fregat Ruske vojne mornarice. Bil je del 183. brigade protipodmorniških ladij Tihooceanske flote v Vladivostoku. Poimenovan je bil po admiralu Emilu Nikolajeviču Spiridonovu, poveljniku Tihooceanske flote, ki je umrl v letalski nesreči 7. februarja 1981. Njegov gredelj je bil položen 11. aprila 1982 v Ladjedelnici Jantar, splavljen je bil 28. aprila 1984, v uporabo pa je bil predan 30. decembra 1984. Razvoj projekta 1155 Fregat se je začel v Severnem projektno-konstruktorskem biroju leta 1972 pod vodstvom glavnih konstruktorjev Nikolaja Pavloviča Soboljeva in Vasilija Pavloviča Mišina.
Med avgustom in novembrom 1985 je z Baltskega morja odplul na Tihi ocean skupaj s križarko Frunze in na poti obiskal Angolo, Mozambik, Južni Jemen in Vietnam.
Leta 1986 je spremljal letalonosilko Minsk na obisku v Vonsanu v Severni Koreji.
Leta 1989 je v času vojne v Iraku patruljiral v Perzijskem zalivu.
20. julija 2001 je bil upokojen in pozneje razrezan.